# Автолик (сын Деимаха)
Автолик (др.-греч. Αὐτόλῠκος «одинокий волк») — персонаж древнегреческой мифологии. Сын Деимаха. Спутник Геракла, отправившийся с тремя братьями за поясом амазонки. Он и его братья остались в Причерноморье, а позже присоединились к аргонавтам.
Автолик завладел местностью, где позднее была основана Синопа. В Синопе его почитали как бога, там стояла его статуя. Явился во сне Лукуллу, когда тот осаждал Синопу.